# Иванова, Кира Валентиновна
Ки́ра Валенти́новна Ивано́ва (10 января 1963, Москва — 18 декабря 2001, Москва) — мастер спорта Международного класса, советская фигуристка. Бронзовый призёр Олимпийских игр 1984 г. в одиночном катании, серебряный призёр чемпионата мира, 4-кратный серебряный призёр первенств Европы, чемпионка СССР 1979 и 1981, Иванова стала первой советской фигуристкой, завоевавшей медаль на Олимпийских играх в женском одиночном катании.

## Биография
Кира Иванова родилась 10 января 1963 года в Москве. В детстве отец рано ушёл из семьи, мать страдала алкогольной зависимостью и привела в дом отчима, отдав Киру на воспитание бабушке. Именно бабушка привела внучку на каток. С 6 лет стала тренироваться у Ирины Аникановой в клубе «Спартак».
25 марта 1978 года стала первой советской фигуристкой, завоевавшей медаль на чемпионате мира среди юниоров. После этого успеха в октябре 1978 г. участвует в соревнованиях «Скейт Канада», в произвольной программе удачно выполняет два тройных прыжка, пытается выполнить комбинацию двойной аксель — ойлер — тройной сальхов, сопровождает её Е. А. Чайковская, а в ноябре 1978 г. занимает 2-е место в соревнованиях на призы газеты «Московские новости». Наконец, в январе 1979 года впервые выигрывает взрослый чемпионат СССР в Запорожье, попав в сборную страны. На чемпионате Европы 1979 Кира 10-я (с четырьмя тройными прыжками), а на чемпионате мира — 18-я (в произвольной программе ей покорились четыре тройных прыжка).
Дебют на Олимпиаде-1980 был не совсем удачен, несмотря на то, что в произвольной программе Кира сделала три тройных прыжка.
В январе 1981 года в Одессе вновь выигрывает чемпионат СССР. На чемпионате мира 1981 г. Кира неожиданно заняла 4-е место в короткой программе с чистым каскадом двойной аксель — двойной риттбергер. В октябре 1981 г. Кира третья на соревнованиях «Скейт Канада», исполнив лучшую свою произвольную программу с четырьмя тройными прыжками, в том числе чистейшим тройным риттбергером. Судьи дали Кире второе место в произвольной, канадский комментатор Отто Джелинек сообщает об интенсивных тренировках Киры в последние пару лет, в которых ей помогает 2-кратный Олимпийский чемпион Александр Зайцев, Кира также работает с балетмейстерами Большого театра.
В 1982 году перешла тренироваться в «Динамо» (Московской области) к двукратному чемпиону мира Владимиру Ковалёву. У Ковалёва не складывались отношения со спортивным руководством. В Красноярске, на V Спартакиаде народов СССР Кира заняла 1-е место, однако затем не пришла на допинг-контроль, за что её дисквалифицировали, а позднее — отстранили от сборной.
В апреле 1983 года Кира выигрывает Кубок СССР в Красноярске, позже эта победа, а также 2-е место на отборочных соревнованиях в Ленинграде (матч сильнейших фигуристов СССР) стали аргументом для включения её вновь в сборную СССР на сезон 1983/84.
На своих вторых Олимпийских играх 1984 Кира Иванова впервые в истории советского женского фигурного катания получает медаль — бронзовую. В обязательных фигурах Кира закрепилась на 5-м месте. В короткой программе чисто выполнила каскад тройной тулуп — двойной риттбергер, темповую, насыщенную дорожку шагов, после чего поднялась на 3-е место. В произвольной программе Кира попыталась выполнить очень сложный набор из пяти тройных прыжков. Выводил её не Ковалёв, а Эдуард Плинер. На чемпионате мира 1984 занимает 4-е место, неудачно исполнив произвольную программу, выводит её Елена Чайковская.
Сезон 1984/85 стал самым удачным для Киры. Несмотря на проигрыш Анне Кондрашовой чемпионата СССР, на чемпионате Европы и мира Кира завоевала серебряные медали, уступив только Катарине Витт. На чемпионате Европы 1985 года Бетти Калауэй, комментатор английского телевидения (тренер пары Д. Торвилл — К. Дин), отмечала захватывающе интересную интерпретацию музыки, абсолютно уверенные прыжки, исключительную дорожку шагов Киры. Короткая и произвольная программы на чемпионате мира в Токио были выполнены абсолютно чисто и уверенно. С этого года Кира утверждается как непревзойдённый мастер обязательных фигур. Кира, несмотря на острейшую конкуренцию, выиграла все состязания в фигурах с 1985 по 1988 год, включая чемпионаты Европы, мира и Олимпиаду-1988.
Затем Кира стабильно выигрывала серебро на всех чемпионатах Европы (1986—1988), каждый раз она захватывала лидерство по сумме обязательных фигур и короткой программы, однако в произвольной судьи ставили выше Катарину Витт и ей удавалось обыграть Киру Иванову по сумме трёх видов. Наиболее упорная борьба была на чемпионате Европы 1987 года, когда обе фигуристки набрали одинаковые баллы по сумме трёх видов и Витт удалось выиграть лишь за счёт более высокого места в произвольной программе. На мировых первенствах результаты Киры пошли на спад, из-за ошибок в произвольных программах она занимала более низкие итоговые места. На своей третьей Олимпиаде Кира вновь выиграла в фигурах, но в короткой приземлилась на обе ноги после каскада тройной тулуп — двойной риттбергер, ошиблась на двух других элементах. В произвольной программе Кира не смогла сделать чисто ни один тройной прыжок и заняла в итоге 7-е место, после чего завершила спортивную карьеру.

С 1988 года Кира Иванова снималась в кино, работала в «Театре ледовых миниатюр» Игоря Бобрина и детским тренером в спортивном клубе «Динамо». Однако затем в жизни Киры случился целый ряд тяжёлых событий, включая смерть бабушки, самоубийство сестры, два развода, ряд аварий, вынужденный аборт и срыв контракта в Турции; она страдала от алкоголизма, пыталась лечиться.
Муж пытался оказать помощь Кире, но всё было безрезультатно, и он нашёл себе другую женщину. Это был ещё один серьёзный удар по моральному состоянию Ивановой. Бывшая спортсменка стала организовывать на своей квартире очень шумные пьяные вечеринки, на что часто жаловались её соседи. Причём гостей они прямо называли асоциальными личностями.

## Смерть
20 декабря 2001 года труп спортсменки со множественными ножевыми ранениями в спину обнаружили соседи в её квартире на улице Декабристов. Смерть наступила от удара ножом в сердце. Судмедэкспертиза показала, что смерть случилась двое суток назад.
Похоронена в Москве на Хованском кладбище (участок № 2, территория крематория).

## Личная жизнь
Состояла в отношениях со своим тренером В. Н. Ковалевым. Расстались в 1989 году.
Муж — Константин Тарелин.

## Разное
Известная актриса Кира Найтли, родившаяся 26 марта 1985, призналась, что имя ей выбрал отец, в честь Киры Ивановой.

## Спортивные достижения
| Соревнования                                | 1977/78 | 1978/79 | 1979/80 | 1980/81 | 1981/82 | 1982/83 | 1983/84 | 1984/85 | 1985/86 | 1986/87 | 1987/88 |
| ------------------------------------------- | ------- | ------- | ------- | ------- | ------- | ------- | ------- | ------- | ------- | ------- | ------- |
| Зимние Олимпийские игры                     |         |         | 16      |         |         |         | 3       |         |         |         | 7       |
| Чемпионаты мира                             |         | 18      |         | 12      |         |         | 4       | 2       | 4       | 5       |         |
| Чемпионаты Европы                           |         | 10      | 11      | 7       |         |         | 4       | 2       | 2       | 2       | 2       |
| Чемпионаты мира среди юниоров               | 2       |         |         |         |         |         |         |         |         |         |         |
| Чемпионаты СССР                             |         | 1       |         | 1       |         | 6       |         | 2       | 2       | 2       | 2       |
| Skate Canada International                  |         | ?       |         |         | 3       |         |         |         |         |         |         |
| Турнир на призы газеты «Московские новости» |         | 2       | 1       |         | 2       | 1       | 1       | 1       |         | 1       |         |